# Rüsselsheim
Rüsselsheim é uma cidade localizada no estado de Hessen, na Alemanha.